# Eye, Moreton and Ashton
Eye, Moreton and Ashton är en civil parish i Storbritannien.   Den ligger i grevskapet Herefordshire och riksdelen England, i den södra delen av landet, 200 km väster om huvudstaden London.   Eye, Moreton and Ashton har 178 invånare (2011).